# 佩基
佩基是巴西米纳斯吉拉斯州的一个市镇。总面积204.142平方公里，总人口4232人，人口密度20.7人/平方公里。